# Bendergasse
De Bendergasse is een voorheen belangrijke staat in de Altstadt van Frankfurt am Main. Ze loopt van de Dom naar de Römerberg. Van in de middeleeuwen tot aan de verwoesting van de stad op 22 maart 1944 vormde de Bendergasse samen met de noordelijker gelegen alte Markt en de zuidelijker gelegen Saalgasse een van de drie oost-west verkeersassen van de oude binnenstad. De gotische en barokke vakwerkhuizen maakten de straat tot een van de meest schilderachtige straten van de stad. De eerste vermelding van de Bendergasse dateert van een oorkonde uit 1324.
Na de Tweede Wereldoorlog besloot de stad om het gebied niet herop te bouwen. In de Altstadt werd enkel de Römerberg gereconstrueerd. Met de bouw van de Schirn Kunsthalle in de jaren tachtig verdween de oude Bendergasse helemaal, al wordt de straat ten noorden van de Schrin wel nog steeds Bendergasse genoemd. Met de bouw van het Stadthaus am Markt in het kader van het Dom-Römer-Projekt is er in 2014-2016 opnieuw een soort steegje ontstaan in het oosten van de voormalige Bendergasse.

## Galerij

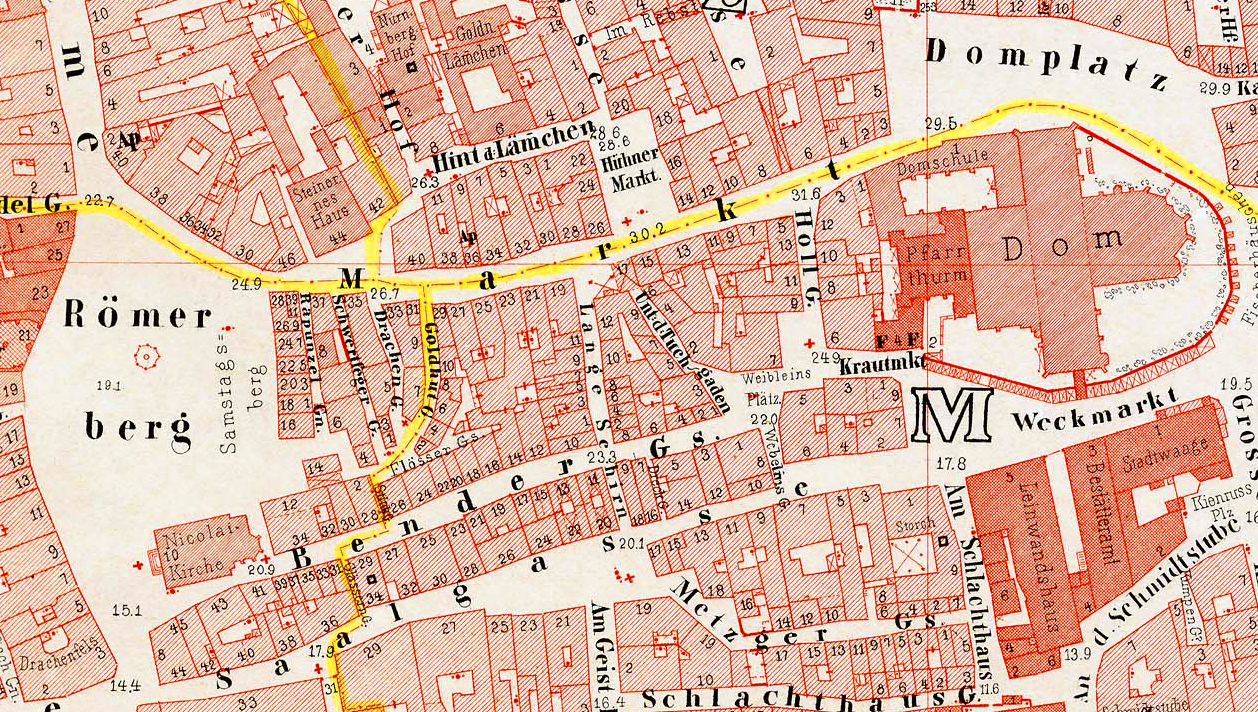
Stadsplan uit 1862
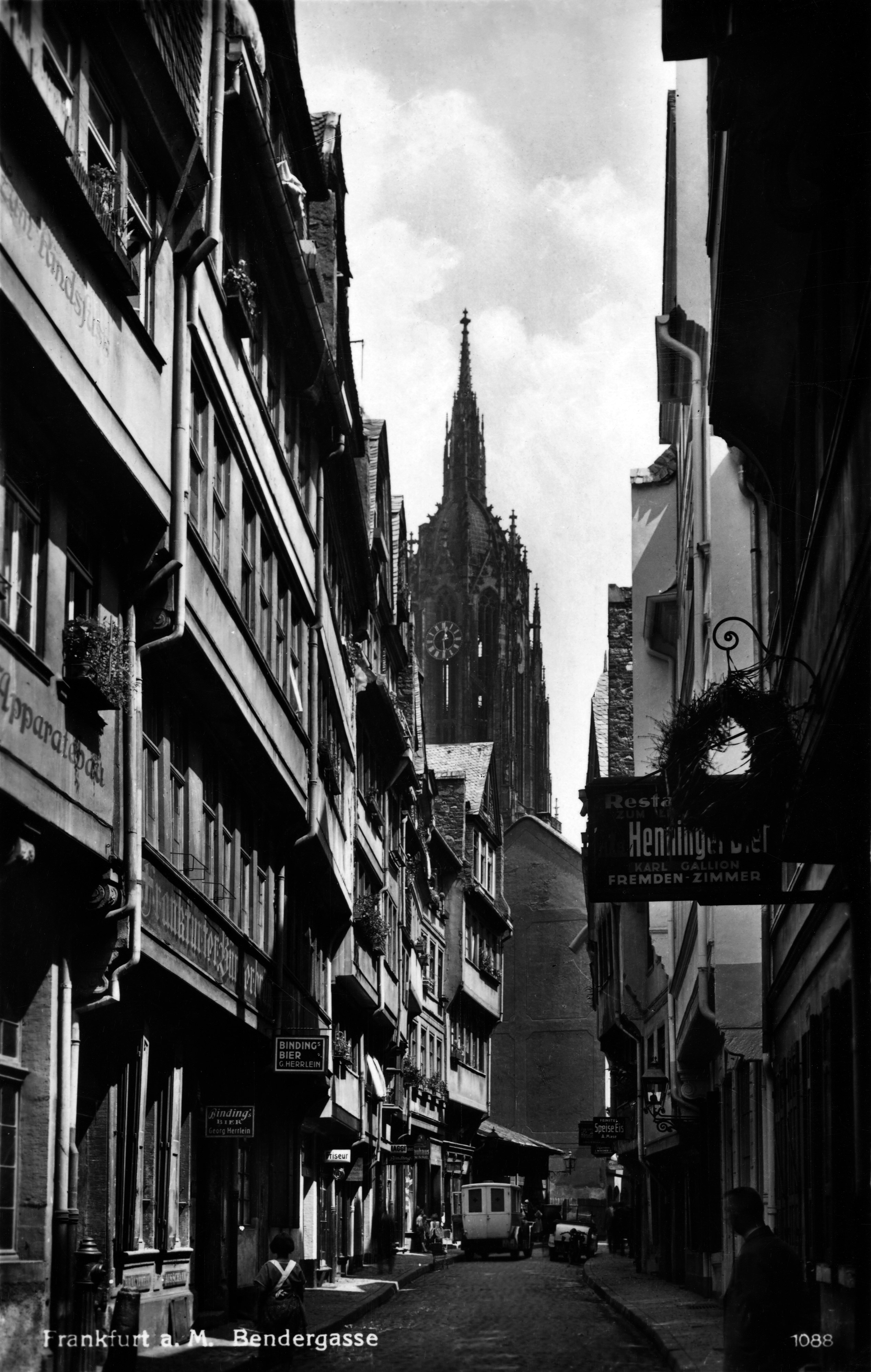
Postkaart uit 1910